# リボンシトロン

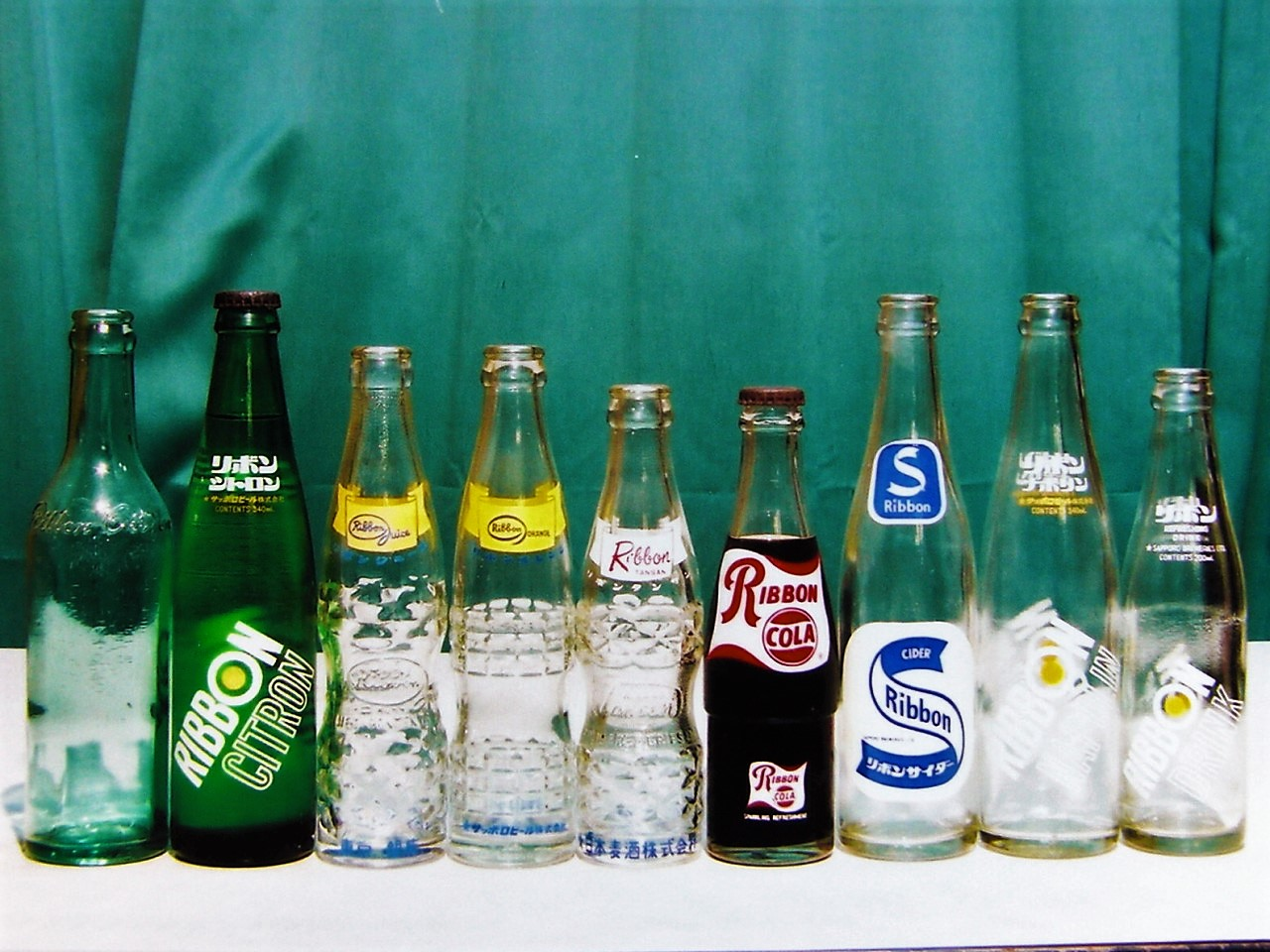
リボンシトロン関連商品のリターナブル瓶
左から
1：リボンシトロン（1950年代）
2：リボンシトロン（1970年代 初のACL印刷瓶）
3：リボンジュース（1950年代）
4：リボンオレンジ（1980年代）
5：リボンタンサン（1950年代）
6：リボンコーラ（1961年 発売当初の瓶）
7：リボンサイダー（1967年 発売当初の瓶）
8：リボンナポリン（1970年代）
9：リボンドリンク（1970年代）

リボンシトロン（Ribbon CITRON）は、ポッカサッポロフード&ビバレッジ（旧・サッポロ飲料）が販売する無色透明炭酸飲料である。

## 歴史
リボンシトロンの歴史は古く、1909年にサッポロビールの前身である大日本麦酒によりレモン風味の炭酸飲料「シトロン」として発売（シトロンは柑橘類の一種の名）、1914年には同社の清涼飲料にリボンブランドを採用。翌1915年、シトロンもリボンシトロンと改称して現在に至る（社内でブランド名を公募し選ばれたのが「リボン」だった）。古くからある無色透明炭酸入り清涼飲料（厳密な意味で当該製品は柑橘系香味である為サイダーではない）の中ではやや弱めの炭酸で、マイルドな味が特徴（ただし、以前と比べると炭酸はやや強めになっている）。
発売100周年を迎えた2009年3月16日のリニューアルまで、リボンシトロンは北海道とそれ以外の地域ではラインナップが異なり、前者は「リボンシトロンAquaClear」、後者は「リボンシトロン」となっていたが、このリニューアルによって再び統一され、服とリボンにしか色がついていなかったリボンちゃんの顔等に色がつくなど大きく手が加えられた。
姉妹品としては「リボンサイダー」「リボンナポリン」「リボンコーラ」「リボンガラナ」「リボンジュース」などがあったが、本品と「リボンナポリン」は「ポッカサッポロ」に社名変更してからも継続販売されており、他に、果汁入り飲料の「Ribbon ミックス」、「Ribbon やさしいフルーツ」3種（りんご・グレープフルーツ・オレンジ）、振ってから飲むボトル缶入りのゼリー飲料「Ribbon ふってふってゼリー グレープ（旧・ポッカコーポレーションで発売されていた「ふってふってゼリー グレープ」をリニューアルして「Ribbon」ブランド化したもの）」、業務用製品の「Ribbonシロップ」7種類、「Ribbon ORANGE 100」、「Ribbon GRAPEFRUIT100」、「Ribbon MANGO」、瓶入りの「Ribbon オレンジ10%」、「Ribbon タンサン」が発売されている。

## 変遷

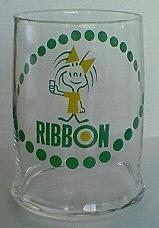
リボンシトロンの景品「くるくるグラス」 1977年

- 1969年時点で、チクロなどの合成甘味料を使用したリボンシトロン（1本40円）、合成甘味料を使用しない全糖品のリボンシトロン（1本45円）が併売されていた。同年、チクロの安全性に疑念が生じると合成甘味料を使用したリボンシトロンの生産が中止された[3]。
- マスコットキャラクターとして1957年から使われてきたリボンちゃんは1999年頃に商品から姿を消したが、2005年より再びキャラクターとして登場。リボンオレンジとリボンアップルが一般向けにラインアップに再度加わった。
- 2005年3月に札幌ドームで行われたオープン戦で北海道日本ハムファイターズを応援する特別ラベルを貼った「リボンシトロン（ナポリン）・ファイターズ応援ボトル」を発表。ファイターズのマスコットであるブリスキー・ザ・ベアー（B･B）がデザインされたこのボトルは北海道限定商品として発売している。
- 2005年6月より、ダイドードリンコの「復刻堂」プロジェクトの一環として、「リボンシトロン」をダイドードリンコの自販機商品として展開した（2007年をもって終了）。
- 2006年3月に13年ぶりにパッケージを一新。リボンちゃんが同商品に再び登場するようになった。
- 2007年4月には北海道限定で「リボンシトロンAquaClear」としてリニューアル（北海道以外では従来の「リボンシトロン」を継続販売）。
- 2008年7月にアトラスより発売されたPlayStation 2用ソフト『ペルソナ4』にゲーム内アイテムとしてリボンシトロンとリボンナポリンが登場した。
- 2009年3月16日に再びパッケージを一新し、2系統存在したリボンシトロンが再び統一され、服と髪にしか色がついていなかったリボンちゃんの顔等に色がつくなど大きく手が加えられた。
- 2013年3月25日に350ml缶を追加設定するとともに、500ml缶のパッケージデザインをリニューアル。他のサイズと異なり、スカイブルー基調を生かしたパッケージとなる。10月28日には、2014年で「Ribbon」ブランドの誕生100周年を迎えるに当たり、同年生誕40周年を迎えるサンリオのキャラクター「ハローキティ」とのコラボレーションが実現し、同年12月いっぱいまでの期間限定で、500mlペットボトルと1.5Lペットボトルに「ハローキティコラボラベル」を設定した[4]（「ハローキティコラボラベル」は「Ribbon ナポリン」・「Ribbon 純水あっさりグレープフルーツ」の同サイズにも設定される）。
- 2014年4月14日には、北海道限定発売の「リボンナポリン」と共にパッケージデザインを約5年ぶりに一新し、これまでのスカイブルーから1970年代に発売されていた瓶入りパッケージをイメージする緑となり、一部サイズを除いて北海道産のビート糖を使用。500mlペットボトルは容量を減らして450mlに変更した[5]。

## 他社とのコラボ
不二家とサッポロ飲料との共同開発商品として「リボンシトロンキャンディ」が発売された。リボンシトロン誕生100周年記念企画の一環として作られた物で、2009年3月17日に北海道で先行発売され、後に全国で販売された。